# Слобода (Сумський район)
Слобода —село в Україні, у Лебединській міській громаді Сумського району Сумської області. Населення становить 66 осіб. До 2020 орган місцевого самоврядування — Павленківська сільська рада.

## Географія
Село Слобода знаходиться біля витоків річки Грунь, нижче за течією на відстані 1 км розташоване село Дігтярі. На відстані 1 км розташовані села Букати і Марусенкове.

## Історія
До 2016 року село носило назву Радянське.
12 червня 2020 року, відповідно до Розпорядження Кабінету Міністрів України № 723-р «Про визначення адміністративних центрів та затвердження територій територіальних громад Сумської області» увійшло до складу Лебединської міської громади.
19 липня 2020 року, після ліквідації Лебединського району, село увійшло до Сумського району.